# Vaga de tramvies (1957)
|  | Vegeu també: Vaga de tramvies (1951) |

La Vaga de tramvies de 1957 fou el boicot que els ciutadans de Barcelona van fer a la Companyia de Tramvies del 14 al 25 de gener del 1957, de forma similar a la vaga del 1951 encara que amb menys virulència. Durant dotze dies, la població es negà massivament a utilitzar el transport públic, realitzant els seus desplaçaments a peu, tot suportant unes condicions meteorològiques molt dures.
El motiu inicial fou l'augment de 20 cèntims del preu del bitllet, però la protesta expressava el profund malestar entre la població per les duríssimes condicions de vida de la majoria de la població, per la crisi econòmica i, molt especialment, una manifestació contra el règim franquista que es consolidava gràcies al suport dels Estats Units. L'alcalde de Barcelona, Antoni Maria Simarro, va dimitir a causa de la gran repercussió d'aquest incident.
Va comptar amb el suport del món intel·lectual encapçalat per Jaume Vicens i Vives i on també varen participar personatges com Josep Benet, Maurici Serrahima, Edmon Vallès, Santiago Nadal, Salvador Millet, Ferran Giménez Artigues o Rafael Tasis.